# Planes del Cortès
Les Planes o les Planes del Cortès és una masia ramadera depenent de la masia mare del Cortès. Està situada en una zona planosa del Sot del Cortès, sobre la riera del Cortès i sota la plana del Pastorim. La masia, a peu del camí, està situada al veïnat de Canyes, sota el turó del Samont, al municipi de Sant Pere de Vilamajor, (Vallès Oriental).

## La masia
L'edifici actual és del segle xvi, però al llarg dels anys, especialment durant el segle xviii, s'hi han fet ampliacions amb diversos annexos. És d'arquitectura modesta en contraposició a la masia mare del Cortès. L'estructura original era de la família II, és a dir, planta baixa i pis de només dues crugies amb una coberta a dues aigües amb el carener perpendicular a la façana principal. Les parets són de càrrega de pedra pissarra.
La gran majoria de la superfície construïda són annexos destinats a corts pel bestiar.
La masia i els seus annexos foren abandonats a principis dels anys 80 del segle xx. Des d'aleshores, l'edificació s'anà malmetent fins que el 1993 les teulades van cedir i, amb elles, bona part de les parets. Avui està totalment enrunada.

## La font
La font de les Planes, prop de les masia a uns metres camí avall, té poc cabal d'aigua i darrerament se sol assecar durant els mesos d'estiu; tot i així, és un dels pocs punts d'aigua de la zona, exceptuant la font del Cortès. Juntament amb la font del Cortès, s'hi feien fontades per l'aplec de Sant Elies de Vilamajor.